# ジーノ・バルタリ
ジーノ・バルタリ（Gino Bartali, 1914年7月18日 - 2000年5月5日）は、イタリア・フィレンツェ近郊に位置するポンテ・ア・エマ出身。往年の名自転車競技選手である。

## 経歴

### 第一期全盛時代

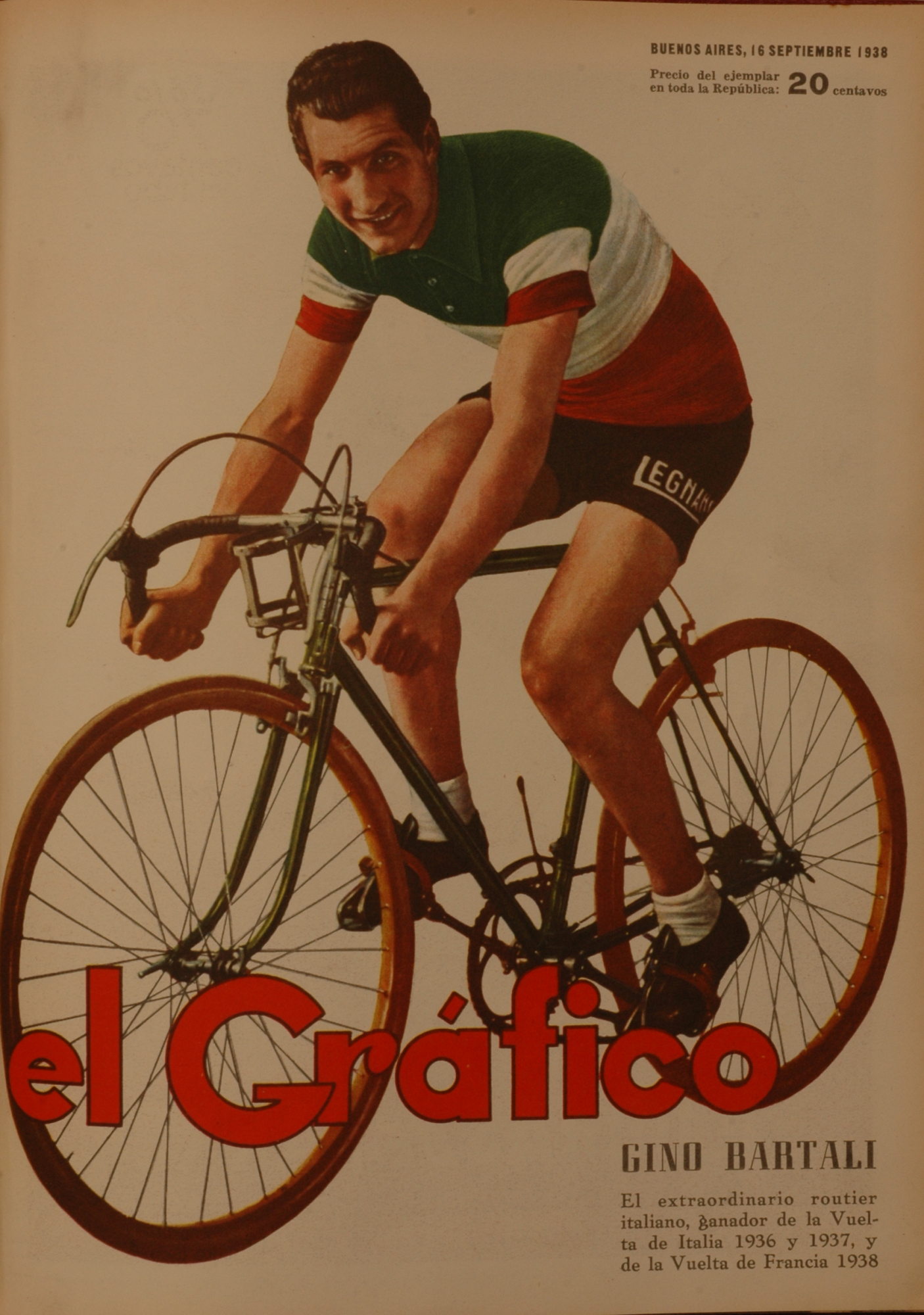
イタリアチャンピオンジャージを着用したポスター

1935年にプロ選手となったバルタリは、その年のイタリア国内選手権を制覇。また同年のジロ・デ・イタリアでは山岳賞も受賞するが、ジロではこのあと通算7回の受賞を経験。さらにこの記録は今もなおジロ史上同賞最多受賞記録となっている。翌1936年、ジロでは総合優勝並びに山岳賞を制覇し、ジロ・ディ・ロンバルディアも優勝。1937年にはジロの総合連覇並びに山岳賞3年連続受賞、さらに2度目のイタリア国内選手権制覇も飾る。また同年のツール・ド・フランスにおいて区間1勝を挙げるも、その後の区間で落車した上に大怪我を負いリタイアしている。
1938年、イタリア国内におけるファシストの圧力が強さを増したことから、バルタリは拠点をパリに移す。そしてこの年、ツール初優勝を飾る。ピレネー超えステージを終えた段階で総合2位につけたバルタリは、第14ステージにおいて中盤のアロ峠で一気にトップに立つとヴァル峠、イゾアール峠もトップで通過しそのまま押し切るという圧勝を演じる。また、このステージでマイヨジョーヌを奪ったが、何と総合2位に18分近い差をつけて早くもこの時点で総合優勝をほぼ確定づけてしまった。また、ツールでは初となる山岳賞も受賞している。
しかし翌1939年、第二次世界大戦の影が忍び寄ってきたこともあってイタリアチームのツール・ド・フランス参加は見送られることになり、バルタリの連覇は自動的に潰えた。ちなみにこの年、ジロ・ディ・ロンバルディアとミラノ～サンレモを制覇している。1940年、ジロ・ディ・ロンバルディアとミラノ～サンレモのダブル連覇を達成した他、3度目の国内選手権優勝も果たしている。だが、バルタリは自転車選手としてのキャリアは一旦ここで途切れることとなる。

### ユダヤ人の逃亡を幇助
1940年のシーズンを最後に事実上引退状態を強いられたバルタリはその間、強制収容所に収監されているユダヤ系人を救うべく、カトリック教会との接点を多く持ったり、はたまたピウス12世と接見したり、果ては大主教やフランシスコ会にも救いの手を求めていた。このあたりの話については1969年にインタビューを受けた際に言明している。しかしこの後の話はバルタリの生前に語られることはなく、2000年にバルタリの死後、息子たちが遺言代わりに残していた当時のバルタリの日記を公表したことで漸く公にされたものであった。
ルッカ修道院らはかくまっていたユダヤ系人たちの国外逃亡を図るべく、身柄引き渡しのための偽造文書を作成する秘密工場を設けた。しかしそれには身分を証明する写真も必要であった。そこで同修道院らは、バルタリにお願いしてトレーニングと装わせて、ファシストにばれぬよう、別の場所に隠してあった写真が入った募金箱を持ち出させた。バルタリは以前よりレジスタンス運動に声明文を送るなどして強くファシストに対する抵抗者たちに対して支援を行っていた。そのため、ファシストから格好の標的とされたが、一方で自転車選手として著名であるバルタリを迫害するようなことをすれば、それに乗じて抵抗者たちが大暴動を起こしかねないということをファシストは強く恐れていたため、前述したバルタリの慈恵活動については、当初は見てみぬ振りという形を取っていた。ルッカ修道院らは、ファシストに強く反発していたバルタリの名声を借りたわけである。
しかし、ドイツ・ナチスがイタリア国内に駐留するようになると一層ユダヤ系人追跡への動きが強くなった。バルタリはフィレンツェでナチスから度重なる尋問を受けることになった。その上でユダヤ系人に対する慈恵活動をやめるよう諭したが、バルタリは怯まなかった。なおも表向きは慈恵活動を行いながら、一方では逃亡作戦に加担していたバルタリは、ナチスやファシストのユダヤ系人迫害の動きがさらに強まる中、1943年にユダヤ系人を連れて改造したワゴン車でスイスアルプス方面へ向け逃亡を企てた。その間、たびたび検問を受けるとバルタリは、トレーニング用品を積んでいるいうことにして逃れていたという。

### 第二期黄金時代＆強力ライバルの出現～現役引退後
第二次世界大戦後、バルタリは復帰した。そして同胞の宿命のライバルであるファウスト・コッピと鎬を削ることになる。
5歳年下にあたるコッピは、1940年のジロで総合優勝。そして1942年には45.798kmのアワーレコードを樹立していた。そんなコッピのことをバルタリは可愛がっていた。1939年のシーズン終了後に自らの所属するチームに引き入れ、1940年のジロのときにはコッピのアシストにも回っていた。だが戦前はまだまだバルタリの存在はコッピにとってみれば雲の上であった。
戦後まもない1946年に入ってバルタリとコッピの立場は対等となる。ジロでかろうじてコッピを退けて3度目の総合優勝を果たしたバルタリだが、ミラノ～サンレモではコッピに完敗していた。その後、バルタリは同年のツール・ド・スイス、チューリッヒ選手権を制覇。一方、コッピはグランプリ・デ・ナシオン、ジロ・ディ・ロンバルディアを制していた。1947年、バルタリは3度目のミラノ～サンレモ制覇及びツール・ド・スイス連覇を果たしたが、この年のジロの総合優勝はコッピの手に渡った。
1948年のツール。バルタリはイタリアのエースとして出場。第1ステージを早くも制したバルタリは、その後、ルイゾン・ボベにマイヨの座を明け渡すものの、アルプス超えの第13ステージにおいて、イゾアール峠でトップに立つとそのまま押し切って区間優勝。そしてここでマイヨもボベから奪取。するとその余勢をかって、続く第14・15ステージまでも制し、アルプスステージ終了時点ではボベに13分以上の大差をつけていた。そして終わってみれば、総合2位のブリック・ショットに26分16秒の差をつける圧勝劇を演じた。
1949年、この年のジロを制したコッピはツールも出場。そしてバルタリも出場することになったことからイタリアチームは当時としては極めて異例の「ダブルリーダー制」を取ることになった。第16ステージ、先にイゾアール峠を通過したコッピだが、バルタリがその後追随してくるだろうと考えていた。またバルタリもコッピを追撃した。その結果、ゴール地点のブリアンソンでは同タイムで仲良くワンツーフィニッシュ。区間優勝はバルタリの手に落ち、またマイヨもここでバルタリの手に渡ったが、続く第17ステージではコッピが圧勝し、マイヨもコッピに移動。そして第20ステージの個人TTでコッピはバルタリに大きく差を広げ、終わってみればバルタリに10分以上の差をつけた。コッピは史上初の「ダブルツール」を達成した。
と同時に、ここで対等の立場と考えられてきたバルタリとコッピの立場は大きく変わり、その後バルタリは1950年のミラノ～サンレモ、1952年の国内選手権を制した程度に止まったのに対し、コッピはその後もダブルツールを1952年に果たすなど次々と大レースをモノにしていった。コッピが丁度「カンピオニッシモ」と言われるようになった1954年に、バルタリは現役を引退した。
コッピが現役最後となったチームの監督はバルタリであった。コッピは1960年にマラリアの感染が原因による熱病により他界するが、アラッシオに、仲良く2人の直筆のサインが刻まれた石碑がある。このようにして見ていくと、お互いに良きライバル関係であったということが窺える。
2000年5月5日にポンテ・ア・エマの自宅で心停止により死去した。
2001年から彼らの名前を冠した「コッピ・バルタリ」というレースが毎年開催されている。

## 主な実績
1935
 イタリア 国内選手権 優勝
ジロ・デ・イタリア 山岳賞
1936
ジロ・デ・イタリア 総合優勝。山岳賞。
ジロ・ディ・ロンバルディア 優勝。
1937
 イタリア 国内選手権 優勝
ジロ・デ・イタリア 総合優勝。山岳賞。
ツール・ド・フランス 第7区間優勝。
1938
ツール・ド・フランス 総合優勝。山岳賞。第11・14区間優勝。
1939
ジロ・ディ・ロンバルディア 優勝
ミラノ～サンレモ 優勝
ジロ・デ・イタリア 山岳賞
1940
 イタリア 国内選手権 優勝
ジロ・ディ・ロンバルディア 優勝
ミラノ～サンレモ 優勝
ジロ・デ・イタリア 山岳賞
1946
ジロ・デ・イタリア 総合優勝。山岳賞。
ツール・ド・スイス 総合優勝。
チューリッヒ選手権 優勝。
1947
ツール・ド・スイス 総合優勝。
ミラノ～サンレモ 優勝。
ジロ・デ・イタリア 山岳賞
1948
ツール・ド・フランス 総合優勝。山岳賞。第1･7･8･13･14･15区間優勝。
チューリッヒ選手権 優勝。
1949
ツール・ド・フランス 総合2位。第16区間優勝。
1950
ミラノ～サンレモ 優勝。
ツール・ド・フランス 第11区間優勝。
1952
 イタリア 国内選手権 優勝。